# Municipio de Sikes
El municipio de Sikes (en inglés: Sikes Township) es un municipio ubicado en el condado de Mountrail en el estado estadounidense de Dakota del Norte. En el año 2010 tenía una población de 87 habitantes y una densidad poblacional de 0,93 personas por km².

## Geografía
El municipio de Sikes se encuentra ubicado en las coordenadas 48°9′3″N 102°23′10″O / 48.15083, -102.38611. Según la Oficina del Censo de los Estados Unidos, el municipio tiene una superficie total de 93.19 km², de la cual 91,99 km² corresponden a tierra firme y (1,29 %) 1,2 km² es agua.

## Demografía
Según el censo de 2010, había 87 personas residiendo en el municipio de Sikes. La densidad de población era de 0,93 hab./km². De los 87 habitantes, el municipio de Sikes estaba compuesto por el 97,7 % blancos, el 2,3 % eran amerindios. Del total de la población el 0 % eran hispanos o latinos de cualquier raza.